# 宝生久弥
宝生久弥（ほうじょう ひさや Hojo Hisaya）は岩手県出身のDJ、サウンドクリエイター、音楽プロデューサー。

## 概要
東京ミレナリオ『Snow Mail』や2005年日本国際博覧会『地球回廊』など数々のパビリオンの会場音楽から、webや企業向け音楽まで幅広く音楽プロデュースを行う。アンビエント、チルアウトにこだわった独特の楽曲は評価も高く、数々の作品の音楽担当に抜擢される。作曲家である傍ら、DJとしても数々のイベントに出演。SCAPE＠Shibuya PLUGを始め、数々のイベントをオーガナイズする。一貫した活動テーマは「生命力」。
2006年にiTunes Storeにてリリースした 『祈りのうた』 が2007年に世界23ヶ国のiTunes Store にてリリース。ワールド・デビューを果たす。2009年から2010年にかけ自身のレーベルであるSCAPEREC.TOKYO（スケープレック東京）から店舗限定のScaperec Sampler Seriesを隔月リリース。
2010年、いちろうと共に『SELECT ZERO電子音楽実験室』を開始。10月、いちろうをリミキサーに迎え、シングル「きみいろ」を全国リリース。2011年6月に先行シングル「きみいろ」を含む1stフルアルバム「君色ノート」を全国リリース。多くのアーティストがフィーチャリング参加。
2013年1月にアンビエント・アルバム「AMBIENT I」を全国リリース。

## ディスコグラフィー

### アルバム
- 君色ノート　（2011年6月22日）
  1. 横顔
  2. ひとつひとつ君が消えてくよ(feat.ELICA)
  3. 答えが見つからない想い(feat.ELICA)
  4. 残像(feat.カクマクシャカ)
  5. SALA(feat.滋+野﨑巌from旅団)
  6. 愛してるんだ、君のこと(feat.ELICA+Mouthpeace)
  7. 君のために残せたもの(feat.ELICA)
  8. きみいろ(feat.カクマクシャカ)
  9. ふたり(feat.ELICA)
  10. こころ
  11. 君との夜
  12. ひとつひとつ君が消えてくよ(a.z Remix)
  13. 答えがみつからない想い(いちろうRemix)
- AMBIENT I　（2013年1月16日）
  1. Snow Mail
  2. 祝福のうた
  3. ふゆのかけら 第一楽章
  4. 冬空
  5. ふゆのかけら 第二楽章
  6. ふゆのかけら 新章 - A New Hope -
  7. 降る里の雪
- Nostal-Asia　（2014年6月25日）
  1. Storm
  2. Dream  feat.Haro
  3. You to Me  feat. SHIBA
  4. Jeria
  5. Genesis
  6. So Close
  7. Illumina
  8. Pavilion  feat. Mieko Sudo
  9. Future Shock
  10. You to me , Me to you  Cutsigh remix

### コンピレーション・アルバム
『ScapeRec,Tokyo Collection HOT』『ScapeRec,Tokyo Collection COOL』（2012年7月27日）宝生久弥(Hisaya Hojo)、宝生久弥BANDとして楽曲収録
- 『ScapeRec,Tokyo Collection HOT』
  1. Theme of CollectionHOT / Hisaya Hojo
  2. JAPAN / 宝生久弥BAND
  3. Tokyo Walts / FROITO
  4. kame to usagi / kurozampa
  5. Night Lounge fr.Morioka / Nodate Shumpei
  6. OO-E-DO / Kamikaze-Twinz
  7. shadow / muy cerca
  8. black maria / 魂s
  9. Theme of CollectionHOT (reprise) / Hisaya Hojo
- 『ScapeRec,Tokyo Collection COOL』
  1. Theme of CollectionCOOL / Hisaya Hojo
  2. aurore / Hiro Nakagawa
  3. under the park / Dj MEMAI
  4. station / ICHIRO_
  5. Nerve / ITARU
  6. INDICA Dance (Live Version) / INDICA
  7. nami / 宝生久弥BAND
  8. PARK / 宝生久弥
  9. Theme of CollectionCOOL (reprise) / Hisaya Hojo
- 『ScapeRec,Tokyo Collection CONNNECT』（2015年9月23日）
  1. Echo / DCNXTR from Thailand
  2. Space Opera / 宝生久弥
  3. Alpha / The Analog Girl from Singapore
  4. MAKIBISHI VFX / Ninja Boy　　　
  5. Bangkok Life Cycle / Broken Yaak Beat ( aka.Yaak Lab ) from Thailand
  6. Chakka / DJ Tune  feat. LUG　
  7. Kamikaze Matsuri / Kamikaze-Twinz
  8. GOZARU'N'BASS / Ninja Boy
  9. Day By Day / 宝生久弥 feat. James Lucas
  10. Dream / &mkz (Dream Remix)

### シングル
- きみいろ　（2010年10月13日）
  1. きみいろ
  2. きみいろ ＜ICHIRO_(OILWORKS Rec) Remix＞
  3. きみいろ ＜いちろう(exゆらゆら帝国) Remix＞
  4. きみいろ ＜Instrumental Version Part.1＞
  5. きみいろ ＜Instrumental Version Part.2＞
  6. あまのがわ ＜100万人のキャンドルナイトwebコンテンツcandlescape B.G.M.＞

### ITunes
- 祈りのうた　-　EP（2006年12月06日）
  1. 「静」父、母
  2. 「動」日々、暮らし
  3. Father and Mother DUB
  4. Life DUB
- 神風　-　シングル（2007年03月28日）
  1. 神風
  2. Oblepikha!

### ScapeRec Sampler Series
- エレクトロ番長（2009年10月）
- Cosmetics Chaos Girl（2009年12月）　Remixer：Hiro Nakagawa（Funktech Studio）
- SALA（2010年2月）　Remixer：ICHIRO_（OILWORKS Rec）
- kimiiro（2010年4月）　Remixer：Hiro Nakagawa（Funktech Studio）　Shibaki（bukirec）
- IDEA（2010年6月）　Remixer：a.z　珠洲（vertigo records）